# سعدي الغرابلي
سعدي الغرابلي (1945-2020) هو أسير فلسطيني، ولد في حي الشجاعية بقطاع غزة عمل بمجال التدريس والتجارة وهو أقدم أسير من القطاع حيث أمضى 26 عاماً بالأسر، وله ابن شهيد.
توفي بتاريخ 8 يوليو 2020.

## اعتقاله ومرضه
اعتُقل عام 1994 بتهمة قتل جندي إسرائيلي وحُكم عليه بالسجن المؤبد وتعرض للعزل الإنفرادي لنحو 12 عام متواصلة في الفترة الواقعة بين عام 1994-2006، مما أدى لإصابته بأمراض مزمنة منها مرض السكري والضغط وضعف السمع والبصر حيث ظل يعاني لسنوات طويلة منها، ثم أُصيب بسرطان البروستاتا ورفضت إدارة سجون الإحتلال نقله لتلقي العلاج في عيادة سجن الرملة، وتعمّدت تركه دون علاج ما أدى إلى تدهور حالته الصحية، كما حرموا عائلته من زيارته واستشهد في مستشفى "كابلان" بعد أن رقد فيها بحالة موت سريري لأيام معدودة. 